# Carl Gause
Gustav Georg Carl Gause (14 mai 1851 à Berlin - 29 août 1907 à Charlottenbourg) est un architecte prussien.

## Biographie
Carl Gause étudie à la Bauakademie de Berlin, puis travaille d'abord dans la fonction publique, et participe dans ce cadre à la construction de l'ambassade d'Allemagne à Constantinople. En 1878, il se met à son compte et commence son activité avec son père Gustav Gause dans l'entreprise de construction G. & C. Gause au 41 Neue Königstraße, puis travaille plus tard avec Robert Leibnitz, qui devient son partenaire. Il a créé plusieurs bâtiments hôteliers bien connus, tels que l'hôtel Savoy sur la Friedrichstraße à Berlin, mais n'a pas vécu assez longtemps pour voir la fin de la construction de l'hôtel Adlon qu'il avait conçu. Gause est enterré dans le cimetière Georgen-Parochial-Kirchhof I à Prenzlauer Berg.

## Réalisations

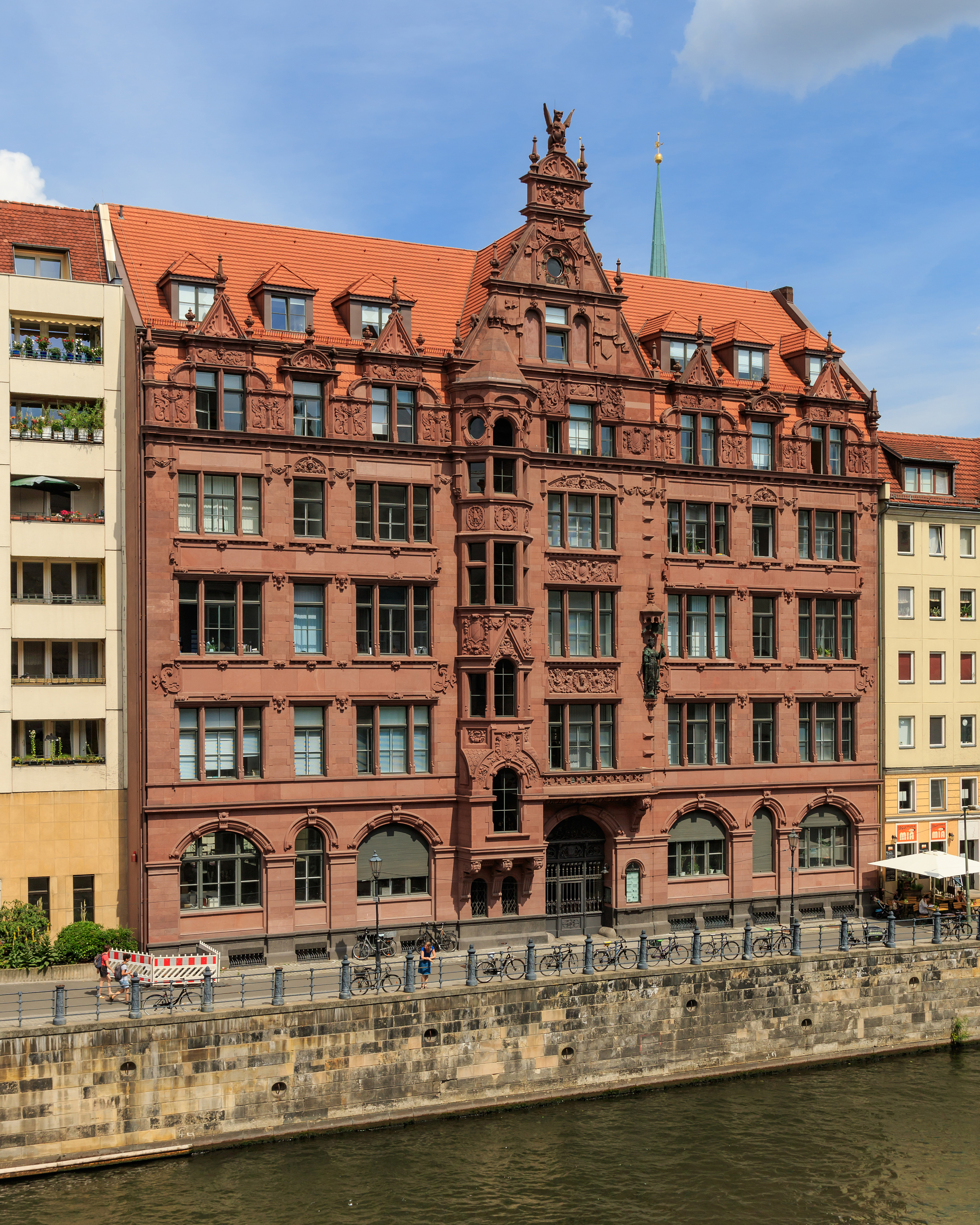
Kurfürstenhaus.

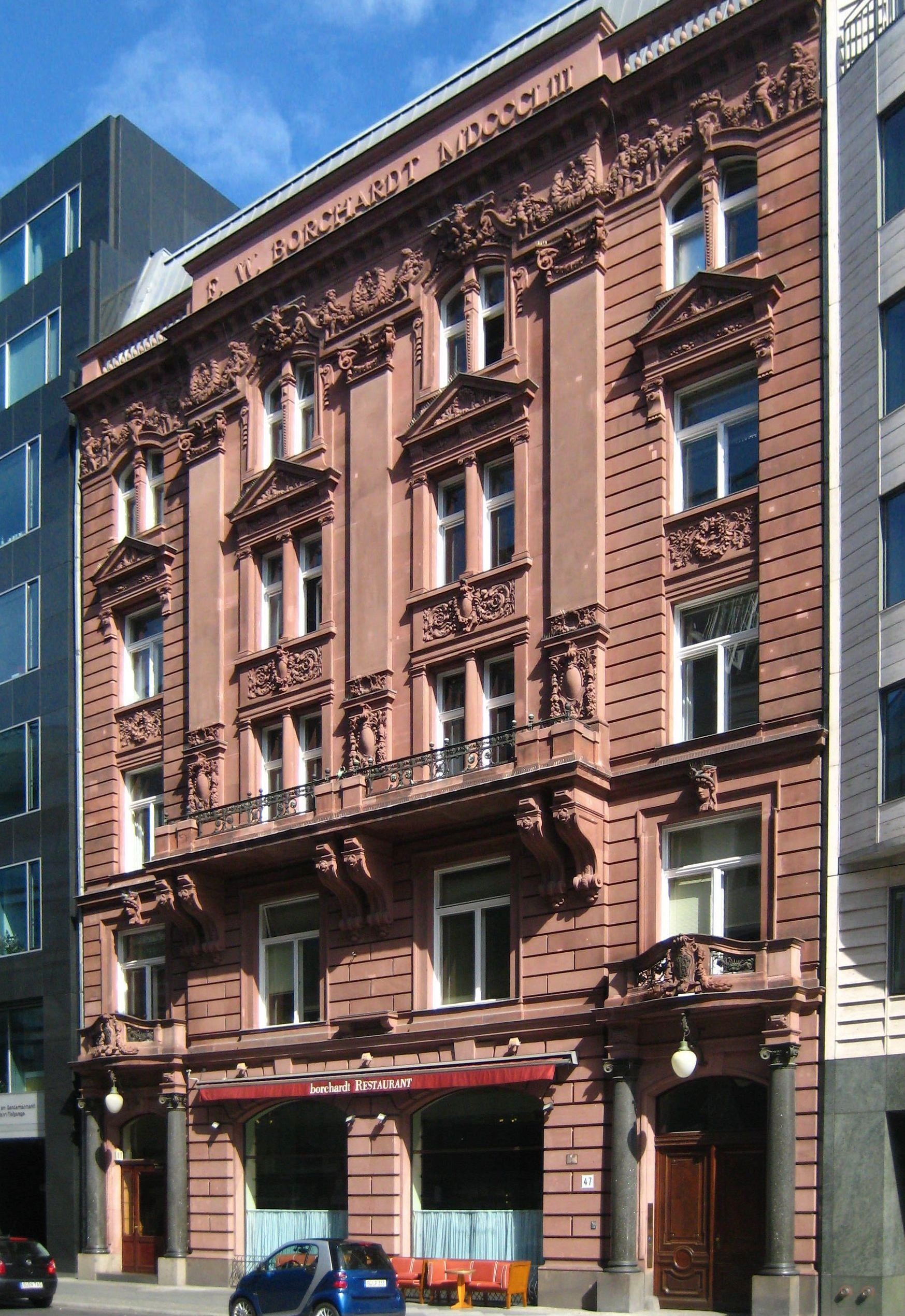
Maison Borchardt.

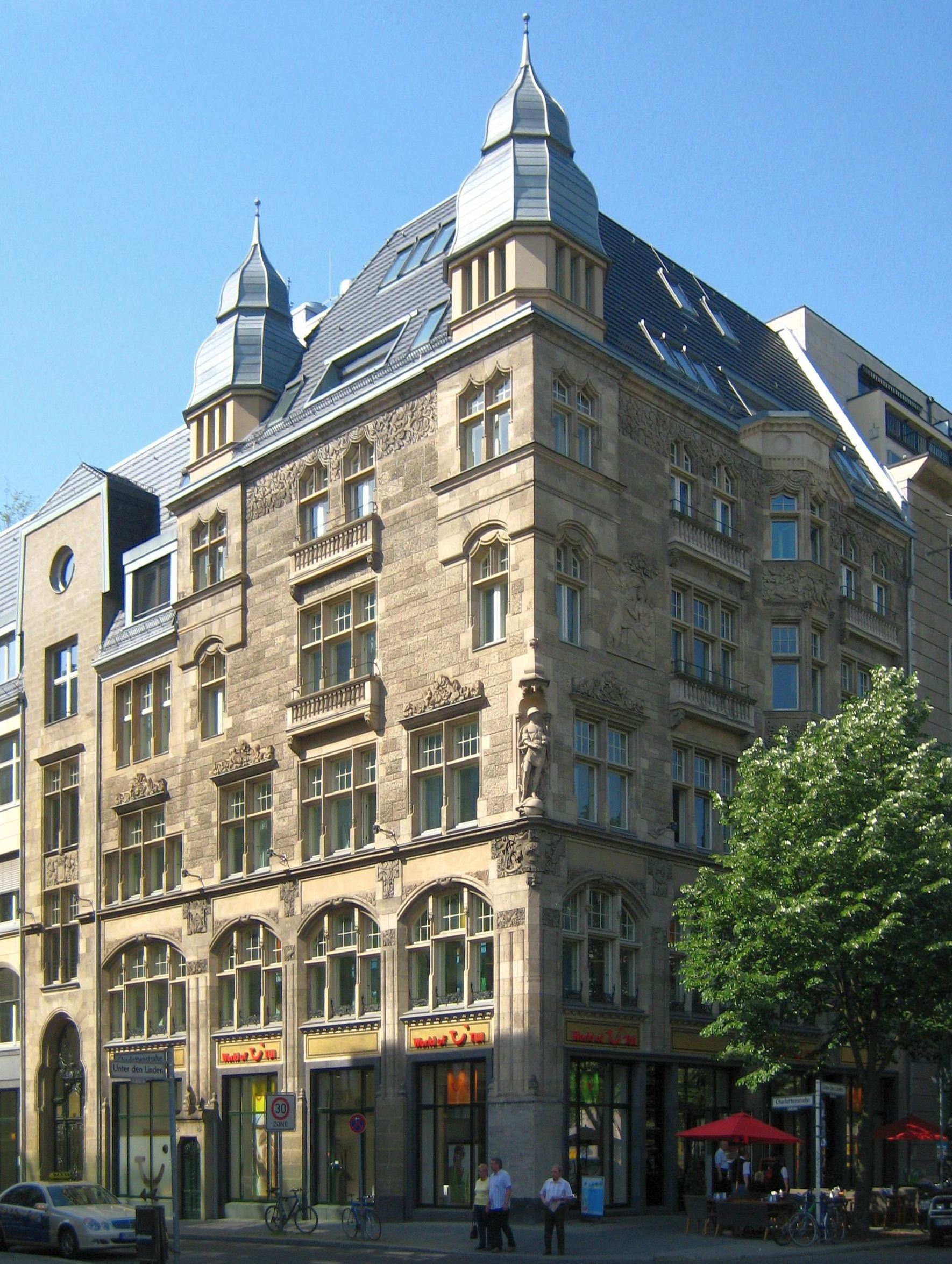
Hôtel Carlton.

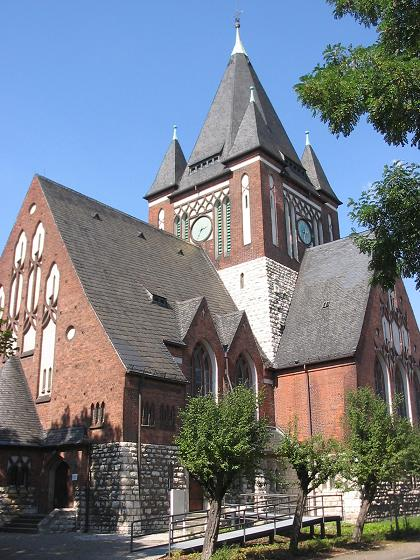
Église du Christ à Köpenick-Oberschöneweide.

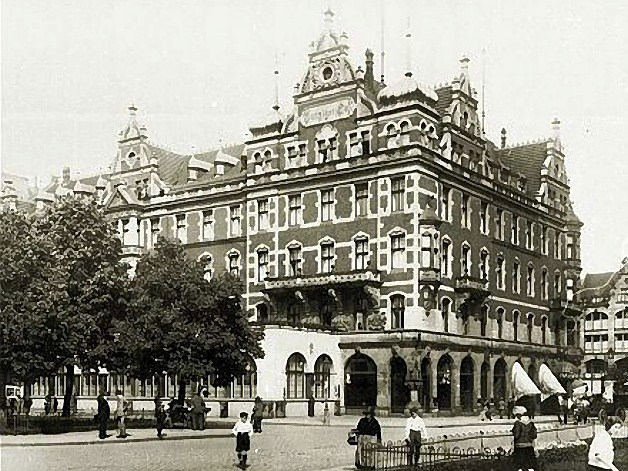
Hôtel Danziger Hof à Gdansk.

En 1890, Gause transforme l'Admiralspalast de la Friedrichstraße à Berlin en une piscine d'agrément.
En 1890-1901, l'hôtel Bristol à Berlin est construit selon ses plans et devient l'un des hôtels les plus renommés de la ville. Ce bâtiment à l'adresse 65 Unter den Linden n'a pas survécu aux destructions de la Seconde Guerre mondiale.
De 1895 à 1897, le « Kurfürstenhaus » est construit au 5 Spreeufer à Berlin. La façade donnant sur le quai de la Sprée de ce bâtiment résidentiel et commercial a été conservée dans sa forme originale.
L'hôtel Danziger Hof à Gdansk a été achevé en 1899 et est démoli en 1961.
Le bâtiment résidentiel et commercial du négociant en vins FW Borchardt, construit de 1899 à 1900 au 47 Französische Straße à Berlin, a été conservé.
En 1902, l'hôtel Carlton est construit au 17, Unter den Linden à Berlin.
Les salles d'exposition du zoo de Berlin, construites de 1905 à 1906, ont été gravement endommagées pendant la Seconde Guerre mondiale et démolies après la guerre. Gause les avait conçues en tant que Wilhelmshallen dans le style néo-roman. En 1912, la partie ouest a été convertie en théâtre de variétés et cinéma, devenu en 1919 le Ufa-Palast am Zoo. Le bâtiment détruit pendant la guerre a été remplacé par le Zoo Palast en 1957.
Dans la Firlstrasse à Köpenick-Oberschöneweide se trouve encore l'église du Christ, construite entre 1906 et 1908 par l'entreprise de construction Gause d'après les plans de l'architecte Robert Leibnitz.
Le célèbre hôtel Adlon de Berlin, construit en 1906-1907 sur la Pariser Platz a été endommagé pendant la guerre et plus tard démoli. Un nouvel hôtel Adlon, construit dans un style proche, l'a remplacé en 1997. 
Les plans de la fondation Impératrice Augusta Victoria, à Jérusalem, sont dus à Carl Gause et à son associé Robert Leibnitz. Carl Gause assiste à la pose de la première pierre en mars 1907, mais décède quelques mois plus tard et Robert Leibniz en termine la construction,. 
Le mausolée de la famille Albert Jasper à Berlin-Kreuzberg a été construit en 1908, d’après les plans de Gause, dans le cimetière IV de la Jerusalemer (und Neuen) Kirchen-Gemeinde au 47 Bergmannstrasse.